# I Got A Ticket
«I Got A Ticket» — песня немецкой поп-рок-группы Fool's Garden, выпущенная на сингле в 2006 году. Выпуск песни не был связан с студийным альбомом, однако спустя три года она была включена в сборник хитов группы High Times — The Best of Fools Garden. Песня также стала частью веб-тура в поддержку сборника: 20 октября 2009 года промокод на бесплатное скачивание был в течение 24 часов доступен на сайте браузерной футбольной игры «11x11».
В 2015 году Fool's Garden предложили эту песню в качестве гимна «Арт-футбола»-2015.

## Песня и Чемпионат мира по футболу 2006
Песня была специально записана группой в 2005 году к Чемпионату мира по футболу, проходившего в Германии с 9 июня по 9 июля 2006 года. В знак поддержки немецкой сборной группа предложила 30 тысяч бесплатных скачиваний песни со своего официального сайта на весь период проведения чемпионата.

«С одной стороны, это был наш долг перед фанатами нашей сборной. С другой стороны, как-то нам сказали, что наша сборная хотела послушать «Lemon Tree» перед финальным матчем против Чехии в 1996 году, ровно 10 лет назад, когда песня облетела весь мир, и они стали чемпионами. Возможно, они получат титул чемпионов мира и с «I Got A Ticket».
Оригинальный текст (нем.)Zum einen war es für uns Fußballfans einfach ein Muss. Zum anderen hatte man uns mal erzählt, das sich die Nationalmanschaft 1996 vor dem Endspiel gegen Tschechien 'Lemon Tree' gewünscht hat, genau vor zehn Jahren also, als der Song um die Welt ging und sie Europameister geworden sind. Vielleicht klappt der Weltmeistertitel ja nun mit 'I Got A Ticket'.
— Петер Фройденталер и Фолькер Хинкель в интервью журналу MusikWoche.
21 июня Fools Garden выступили в фанатском секторе в городе Ахерн перед почти 2000 фанатами. Обозреватель портала Baden Online в отчёте написал, что припев «La la la» звучит не особо выразительно, тем не менее, остальная часть текста может объединять фанатов. Также журналист упомянул, что в музыкальном плане песня намного больше подходит для фанатов, чем официальный гимн чемпионата, написанный Гербертом Грёнемайером.

## Список композиций
| №  | Название                            | Длительность |
| -- | ----------------------------------- | ------------ |
| 1. | «I Got A Ticket» (Radio Version)    | 3:40         |
| 2. | «I Got A Ticket» (Extended Version) | 4:36         |
| 3. | «I Got A Ticket» (Web Version)      | 3:02         |
| 4. | «I Got A Ticket» (Karaoke Version)  | 4:36         |

## Участники записи
- Петер Фройденталер — вокал, клавишные
- Фолькер Хинкель — гитара
- Габриэль Хольц — гитара
- Дирк Блюмлейн — бас-гитара
- Клаус Мюллер — ударные